# Oude eik van Sieverdink
De oude eik van Sieverdink is een monumentale zomereik (Quercus robur) die ongeveer 250 jaar oud is en die groeit in een weiland bij de boerderij Sieverdink in de buurtschap Brinkheurne bij Winterswijk, in de Nederlandse provincie Gelderland. De boom is geplant tussen 1750 en 1800.
De boom maakte aanvankelijk deel uit van een houtwal. In de negentiende eeuw is die houtwal opgeruimd, maar de eik is blijven staan.

## Locatie
De "oudste boom van Winterswijk" staat in een weiland zuidwestelijk van het kruispunt van de Sieverdinkweg en de Bothoekweg. Bij dit kruispunt ligt de boerderij Sieverdink (Bothoekweg 9-11).

## Omvang
De boom had in 2015 een stamomtrek van 6 meter en een hoogte van 20 meter. In 1972 was de stamomtrek 5 meter.

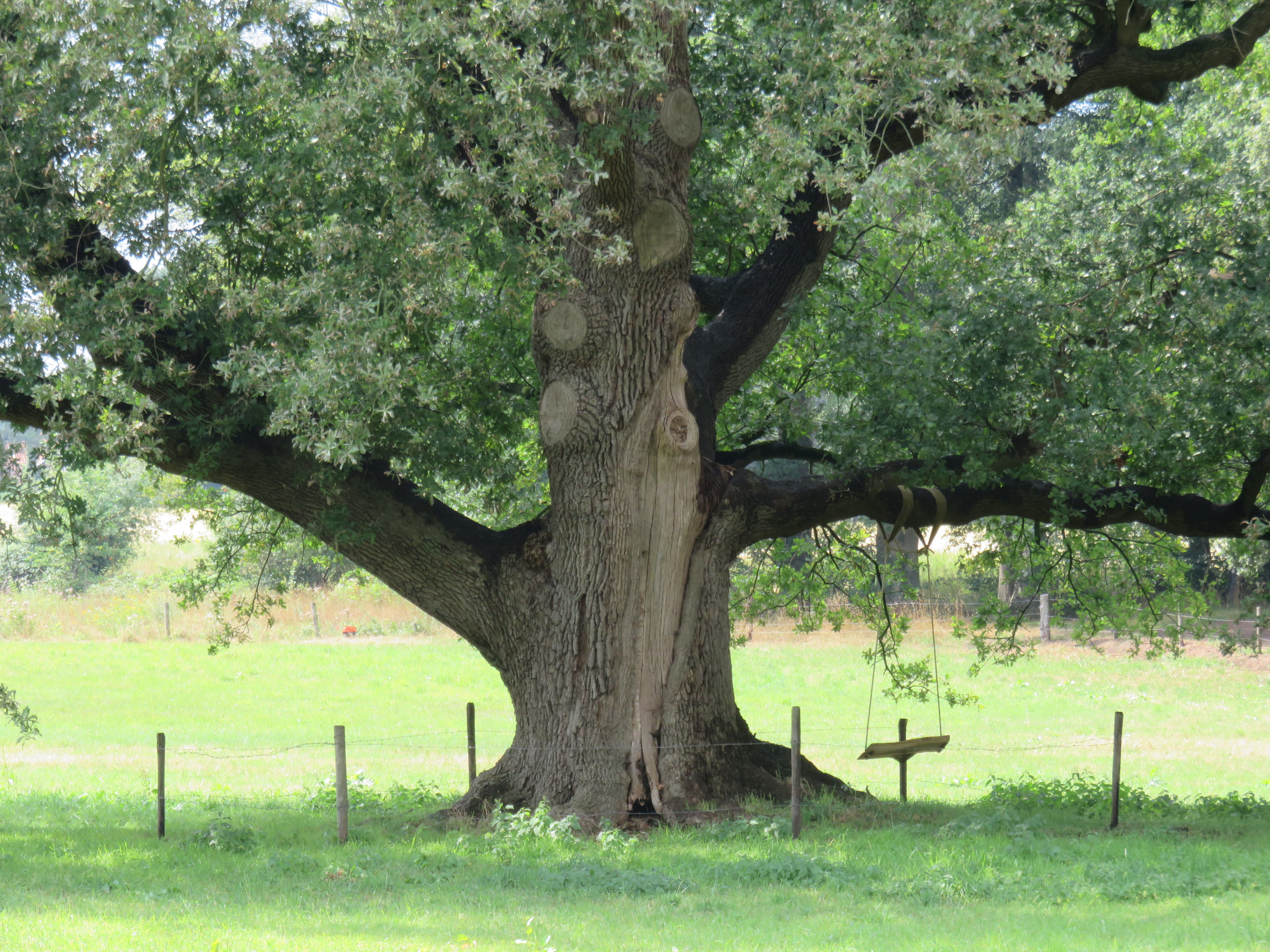
Hier is te zien dat de boom al van alles heeft meegemaakt

In september 1975 is de bliksem in de boom geslagen. De schors werd over een afstand van vele meters afgerukt en een aantal takken braken af. Er werd gevreesd voor het voortbestaan van de boom, maar in 1981 vond een boomchirurgische ingreep plaats en de boom is weer goed gaan groeien: in 35 jaar met 80 cm (stamomtrek).
In 2018 is aan de oude eik een foto-tentoonstelling gewijd in galerie Foto-Objectief in Winterswijk. 24 Fotografen fotografeerden de boom en legden de resultaten vast in een boek en een tentoonstelling.
De oude eik van Sieverdink is ingeschreven in het Landelijk Register van Monumentale Bomen onder nummer 1678358.